# مرد روی ماه (فیلم)
مرد روی ماه فیلم زندگینامه‌ای کمدی-درام آمریکایی ساخته شده در سال ۱۹۹۹ است. فیلم دربارهٔ زندگی اندی کاوفمن با بازی جیم کری است. این فیلم توسط میلوش فورمن کارگردانی شده‌است.
امینم رپر آمریکایی گفت که کاور آلبوم نمایش امینم از روی کاور این فیلم الگوبرداری شده است.

## داستان
فیلم در مورد زندگی و کار غیرعادی کمدین پیشرو اندی کافمن می‌باشد.
داستان فیلم از دوران کودکی اندی کاوفمن تا کلوپ‌های کمدی و نمایش‌های تلویزیونی که باعث معروفیتش شد به تصویر کشیده‌است، همچنین شامل اجراهای خاطره انگیزش در پخش زنده شنبه شب، آخر شب با دیوید لدرمن (Late Night with David Letterman)، جمعه‌ها (Fridays (TV series، و نقش او در طنز تلویزیونی تاکسی به عنوان Latka Gravas می‌باشد.

## نقش‌ها
- جیم کری در نقش اندی کافمن/تونی کلیفتن
- ریچارد بلزر در نقش خودش
- جیم راس در نقش خودش